# Rönnbacka kyrka
Rönnbacka kyrka (finska: Pihlajamäen kirkko) är en kyrka i Helsingfors. Den planerades av Esko Korhonen, och blev klar år 1976. Dess mekaniska orgel är tillverkad 1977 av orgelbyggeri Tuomi. På kyrkans altarvägg finns skulptören Tapio Junnos stora trärelief Kristuksen kärsimykset (Kristi lidande). Kyrkan används av Malmin seurakunta.